# شلی چاپلین
شلی چاپلین (انگلیسی: Shelley Chaplin؛ زادهٔ ۴ سپتامبر ۱۹۸۴) ورزشکار بسکتبال اهل استرالیا است.
وی در مسابقات کشوری و بین‌المللی در مجموع برندهٔ ۲ مدال نقره، ۱ مدال برنز شده‌است.